# Адріан Ліс
Адріан Ліс (пол. Adrian Lis; нар. 28 травня 1992, Познань, Польща) — польський футболіст, воротар познанської «Варти».

## Ігрова кар'єра
Адріан Ліс народився у місті Познань і з 2005 року почав займатися футболом у місцевій команді «Варта», де він грав у молодіжному складі. З 2009 року воротаря почали залучати до основного складу.
Не маючи можливості одразу пробитися до основи, Ліс був змушений відправитися в оренду. Сезон 2011/12 Ліс провів у столичній «Полонії» але так жодного разу і не вийшов на поле. А в 2014 році він приєднався до клубу Третього дивізіону «Полонія» (Щрода-Велкопольська), де провів три сезони.
Перед сезоном 2017/18 Ліс повернувся у свій перший клуб — познанську «Варту», де вже зайняв місце воротаря основи. 6 лютого 2022 року у матчі Екстракласи проти «Гурника» (Ленчна) Адріан Ліс у доданий час забив гол, чим приніс своїй команді нічийний результат.